# 土居下駅
土居下駅（どいしたえき）は、かつて愛知県名古屋市中区にあった名古屋鉄道瀬戸線の駅（廃駅）である。
土居下の名は、元々沼地であったこの周辺を埋め立て、尾張藩主の名古屋城からの脱出経路として整備し、その警備にあたる同心組の屋敷地としたため、御土下または御土居下と呼んでいたことに由来する。

## 概要
元々現在の瀬戸線は、清水駅より先は「お壕区間」と呼ばれる名古屋城の外壕跡を走行して、堀川駅に至っていた。その入口のところ（現在瀬戸線が地下に入るあたり）に存在したのが土居下駅で、お壕区間が存在した時代の末期は相対式ホーム2面2線の単純な中間駅で、構内踏切で連絡していた。瀬戸方面から来ると、柳原の商店街を斜めに渡る踏切を越え、名古屋城の掘割に入るとすぐに駅があった（この辺りの路線跡は緑道などとして見ることができる）。
その後、お壕区間を廃止して名古屋市の中心である栄付近（栄町駅）まで乗り入れることになり、それに伴う工事が開始され、1976年（昭和51年）2月14日から土居下駅 - 堀川駅間が運転休止となった。この時土居下駅は従来の位置より北側に約300m移転し、仮のターミナル駅となった。仮駅らしく配線は単式ホーム1本のみという簡素な物になり、堀川 - 土居下間代替の名鉄バスの停留所が隣接して設置された。仮駅は、現在の清水 - 東大手間のカーブの入口付近に設置された。
なお、暫定終点、かつ代替バスとの接続駅は隣の清水駅とし、土居下駅もこの時同時に廃止する案もあったものの、乗客が多い県庁・市役所方面へは距離があり、また空港線（国道41号）を跨ぐ必要があることから、仮駅として土居下駅の移設を行う案が採用されたといわれている。
代替バスとなっても御堀区間の運賃は変更されなかったため、代替バスから電車区間へはバス運賃（大人60円、小児30円）をバス降車時に支払い、土居下駅で差額を支払う形で電車区間に乗車でき、逆に電車区間から代替バスへは電車乗車券を見せれば代替バスに乗ることができた。
そして1978年（昭和53年）8月20日、瀬戸線が栄町駅までの延伸を果たし、同時に1944年（昭和19年）より休止されていた東大手駅が地下駅として復活し、土居下駅は役割を終えて廃駅となった。なお、仮駅時代に建設された簡易駅舎は名古屋本線の左京山駅に転用された（現在は解体）。
仮駅跡地は、バス停「土居下」付近の県道脇に緑地帯として残っている。

## 沿革
- 1911年（明治44年）

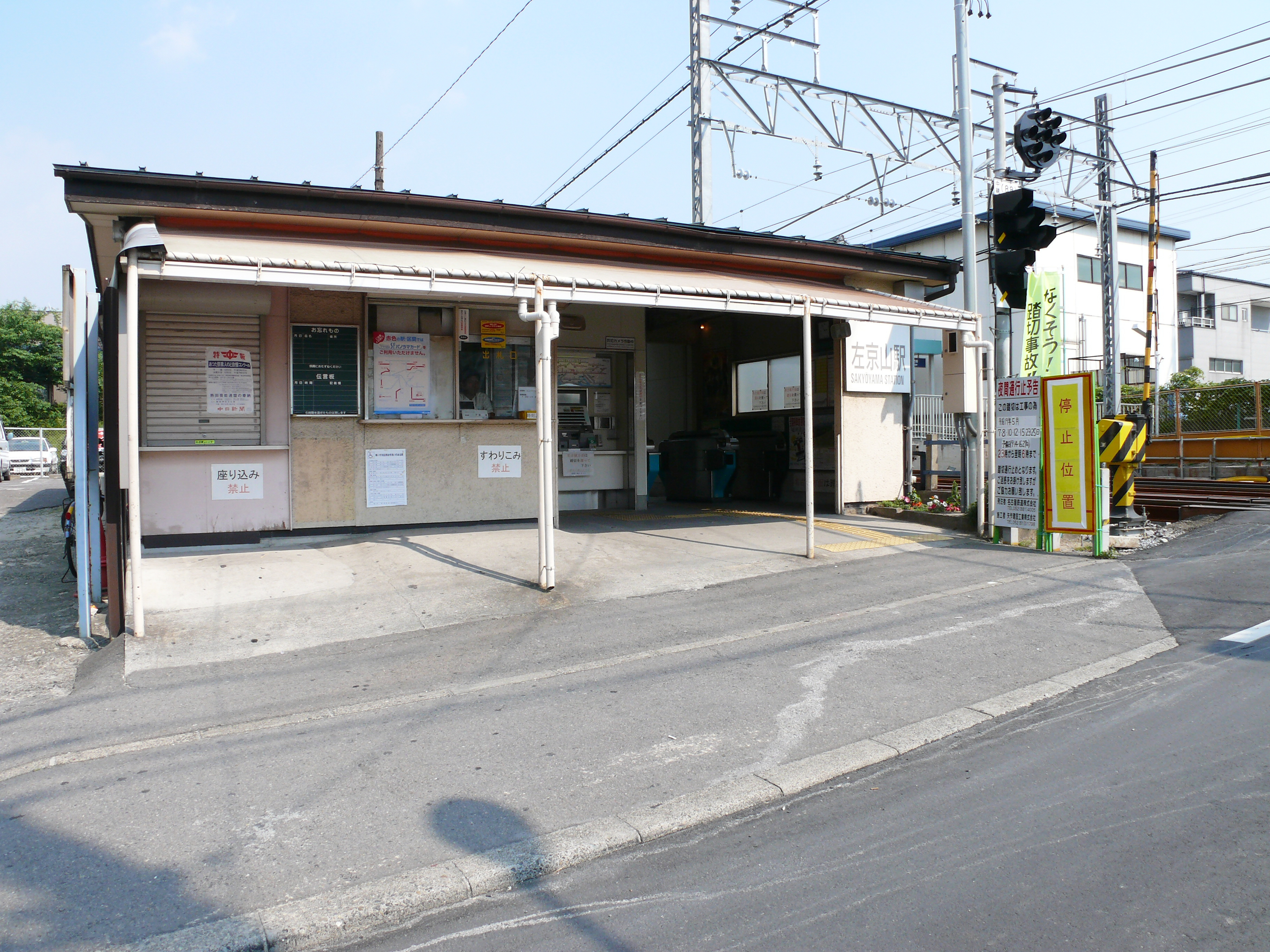
左京山駅旧駅舎（2007年5月）。当駅仮駅舎を転用したもの。

  - 5月23日 - 瀬戸電気鉄道が大曽根から延伸し、終着駅として開設。
  - 10月1日 - 堀川まで開業し、中間駅となる。
- 1943年（昭和18年）10月以前 - 当駅と柳原信号所[3]間の単線区間が複線化される[4]。
- 1976年（昭和51年）2月15日 - 堀川から東大手（休止中）までを廃止、東大手から当駅までを休止。同時に移転の上、仮の終着駅とする。
- 1978年（昭和53年）8月20日 - 栄町延伸に伴い廃止。

## 隣の駅
名古屋鉄道（名鉄）
瀬戸線
大津町駅 - （東大手駅） - 土居下駅 - 清水駅
東大手駅は1944年（昭和19年）から土居下駅廃止時まで休止